# Compsophorus parvidens
Compsophorus parvidens là một loài tò vò trong họ Ichneumonidae.